# Euchiloglanis kishinouyei
Euchiloglanis kishinouyei es una especie de peces de la familia Sisoridae en el orden de los Siluriformes.

## Morfología
• Los machos pueden llegar alcanzar los 19,3 cm de longitud total.

## Hábitat
Es un pez de agua dulce y de clima templado.

## Distribución geográfica
Se encuentran en Asia:  cuencas de los ríos Yangtsé a la China, Brahmaputra en la India y  Ganges en Nepal.